# Sistema Radio Lobo
Sistema Radio Lobo, es un conglomerado mexicano de medios de comunicación.

## Historia
Sistema Radio Lobo fue fundado en 1972 por Guillermo López Borja con la concesión a Salvador Uranga Fernández de XHSU-FM. Posteriormente en 1986 se concesiona XELO-AM y tiempo después, obtienen las estaciones XHARE-FM y XHHIH-FM en Ojinaga.

## Negocios

### Estaciones de radio
Sistema Radio Lobo tiene presencia en la radiodifusión sonora a través de 4 estaciones de radio:
- XHSU-FM 106.1 MHz - Chihuahua, Chihuahua (Estación Principal)
- XHLO-FM 100.9 MHz - Chihuahua, Chihuahua
- XHARE-FM 97.7 MHz - Ojinaga, Chihuahua
- XHHIH-FM 102.5 MHz - Ojinaga, Chihuahua
- XHEPR-FM 99.1 MHz - Ciudad Juárez, Chihuahua

### Televisión
Sistema Radio Lobo es el dueño de un canal de televisión de paga llamado "El Lobo TV" que transmite noticieros estatales además de programación musical, de Canal 22 y EXA TV.

### Diarios
Sistema Radio Lobo es dueño además del diario digital Centinela Digital.

### Hotelería
También se administran los "Departamentos Missión" en la ciudad.